# Lucio Córdova Labarca
Lucio Córdova Labarca (Chillán, 21 de marzo de 1871-Santiago, 11 de enero de 1954) fue un médico cirujano y político chileno, que se desempeñó como ministro de Higiene, Asistencia y Previsión Social de su país, durante el gobierno del presidente Emiliano Figueroa Larraín entre 1925 y 1926.

## Familia y estudios
Nació en la comuna chilena de Chillán el 21 de marzo de 1871, hijo de Antonio Córdova y Julieta Labarca. Realizó sus estudios primarios y secundarios en el Liceo de Chillán. Continuó los superiores en la Facultad de Medicina de la Universidad de Chile, titulándose como médico cirujano el 22 de octubre de 1894.
Se casó dos veces, primero con Laura Vergara, y en segundas nupcias con Luisa Fierro Carrera (hija Alejandro Fierro Pérez y Luisa Carrera Pinto, y esta a su vez hija de José Miguel Carrera Fontecilla y Amelia Pinto Benavente), sin tener descendencia.

## Carrera profesional y política
Comenzó su actividad laboral durante la guerra civil de 1891, trabajando como médico del Ejército del bando congresista. En 1895, se desempeñó como profesor suplente de medicina legal.
En enero de 1898, fue comisionado por el Consejo Superior de Higiene Pública para establecer el Desinfectorio Público de Talca, asumiendo como su primer director. En el mismo año, fue enviado por el gobierno de Chile a Europa para estudiar higiene. Asimismo, actuó como delegado del Chile ante el Congreso de Higiene realizado en Madrid, España y en 1899 al Congreso de Profilaxis de enfermedades venereas en Bruselas, Bélgica.
Más adelante, en 1904, sirvió como secretario del Consejo Superior de Higiene y médico internista del Hospital del Salvador. En 1906, viajó nuevamente a Europa y fue a Estados Unidos para estudiar administración sanitaria. En 1912, se hizo miembro académico de la Facultad de Medicina de la Universidad de Chile. Posteriormente, en 1919, fue delegado de Chile a la celebración de la Academia de Medicina en París, Francia.
Desde 1925, pasó a ejercer como director general de Asistencia Social, puesto que interrumpió el 23 de diciembre de ese año luego de ser nombrado por el presidente Emiliano Figueroa Larraín como ministro de Higiene, Asistencia y Previsión Social. Dejó esa función el 20 de noviembre de 1926, retornando a servir como director general de Asistencia Social hasta 1927.
Con el inicio de la dictadura del general Carlos Ibáñez del Campo en ese año, fue suspendido de sus cargos, recuperándolos una vez finalizado el régimen en 1931. Al año siguiente, fue profesor de higiene y consejero de la Junta Central de Beneficencia. En 1940, fue nombrado como director general de Escuelas de Servicio Social y en 1942, vicepresidente de la empresa Laboratorio Chile. Se jubiló el 18 de agosto de 1947.
Falleció en Santiago de Chile el 11 de enero de 1954, a los 82 años. A modo de homenaje póstumo, en la comuna santiaguina de San Miguel, fue bautizado un recinto hospitalario como «Hospital de Enfermedades Infecciosas Dr. Lucio Córdova».